# Sambre
El Sambre (en neerlandès Samber) és un riu de 193 km que neix a Le Nouvion-en-Thiérache, al departament de l'Aisne (França), i que desguassa al Mosa a Namur (Bèlgica).
El canal Sambre-Oise connecta'l al riu Oise. Una gran part del riu es va canalitzar, per a facilitar la navegació amb embarcacions comercials de 250t. de Landelies cap a Monceau i de 1.350 tones fins a Namur. El tram amont de Monceau, de Categoria I només serveix per a embarcacions esportives i turístiques.
A la seva riba, Juli Cèsar va derrotar una coalició de nervis, atrebats i viromandus el 57 aC.

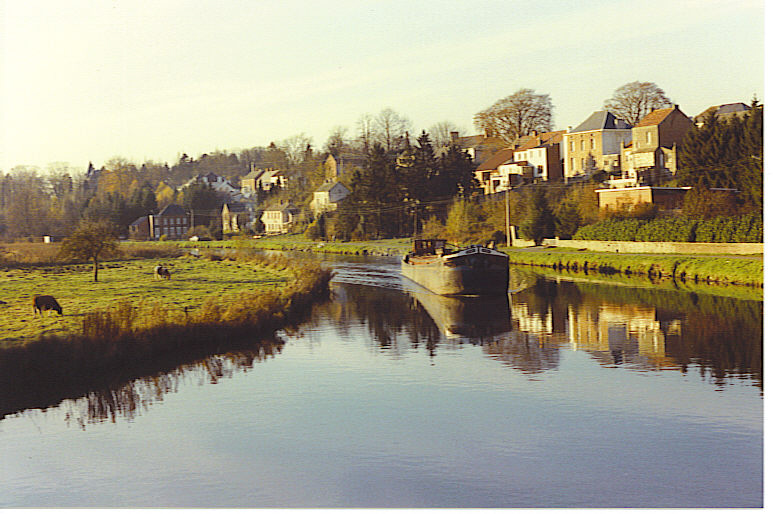
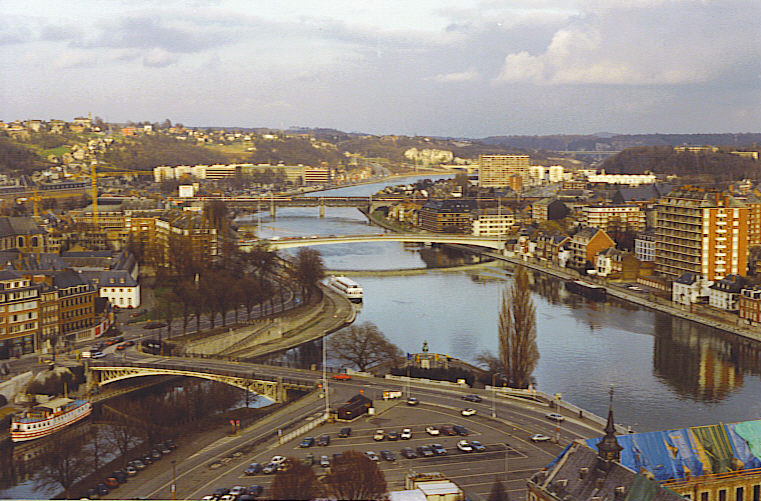
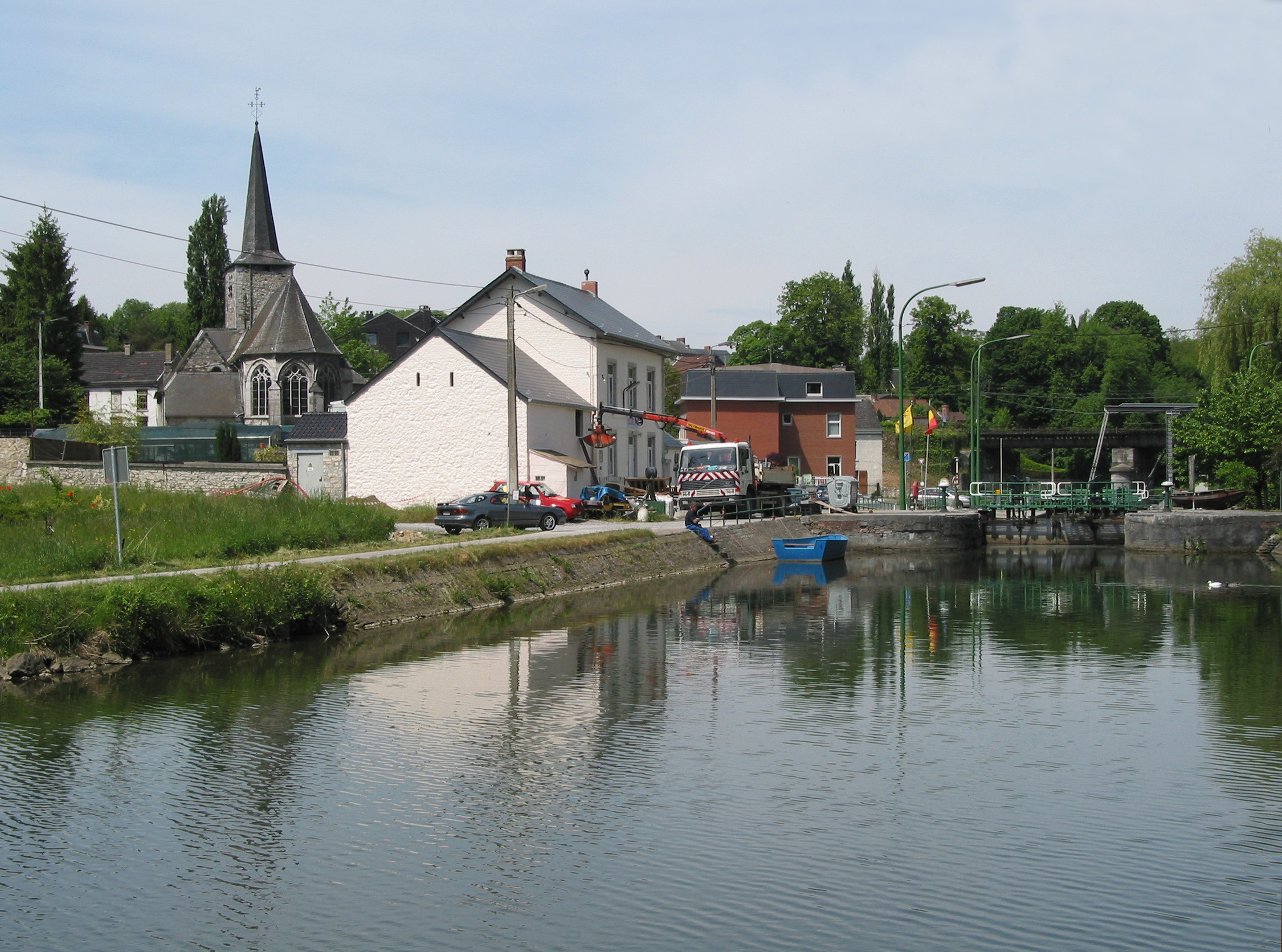
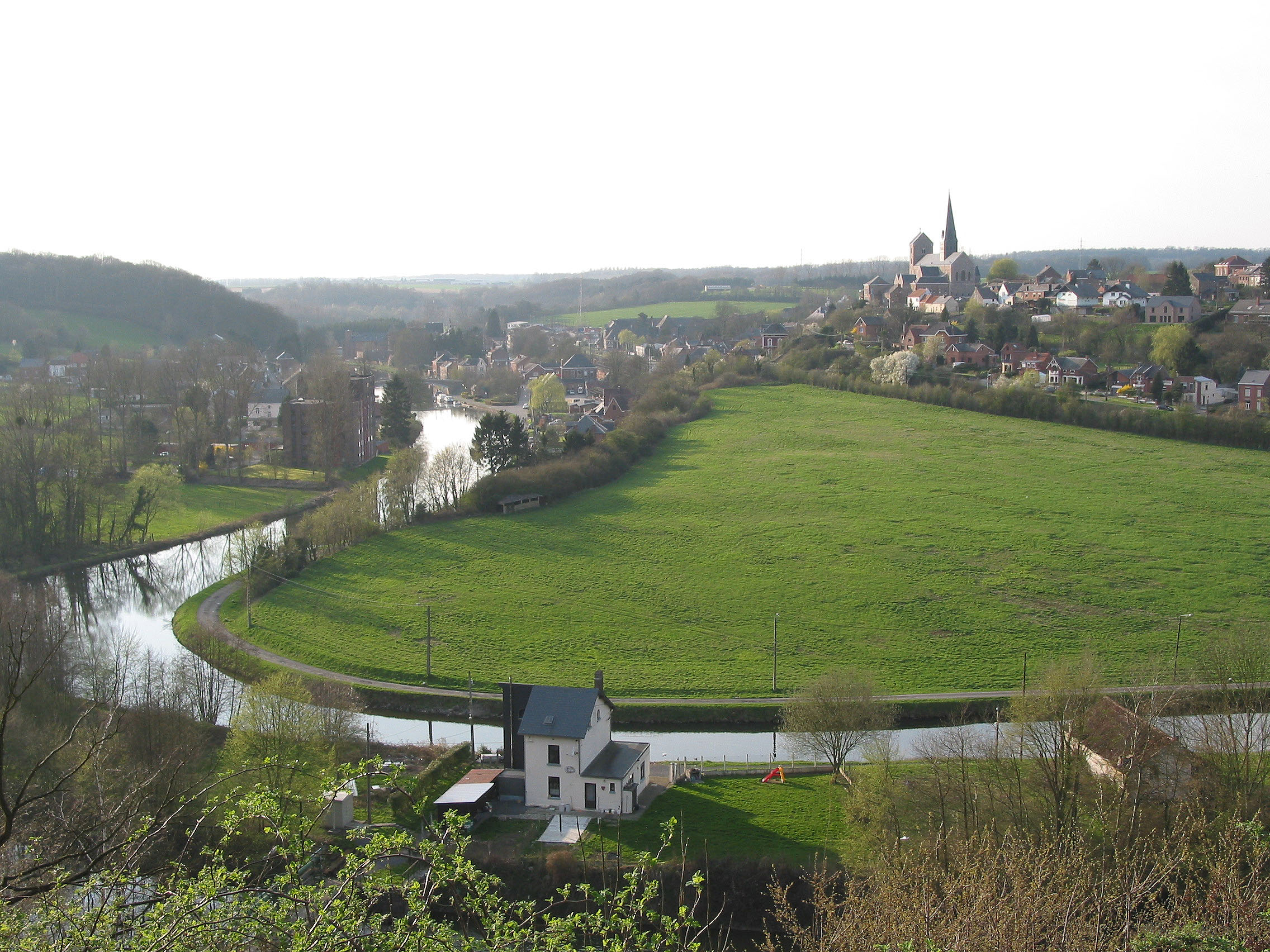
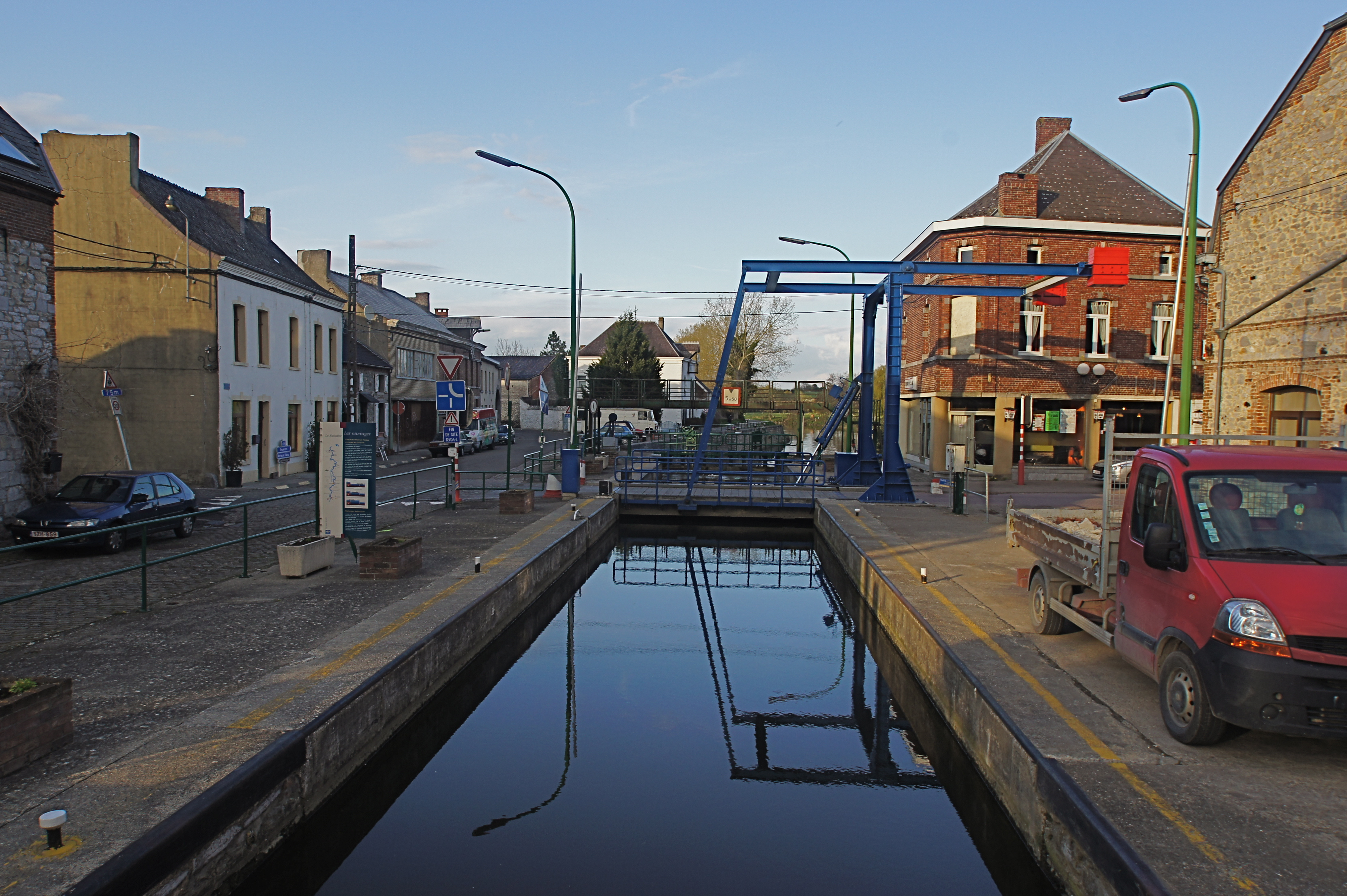

- El Sambre a Merbes-le-Château
- Aiguabarreig del Sambre i Mosa a Namur
- Sambre a Landelies prop de Charleroi
- Sambre a Lobbes
- El pont mòbil i la resclosa a Labuissière

## Afluents
- Ruisseau de la Fontaine Claus (Fontaine-Valmont)
- Hantes (Labuissière)
- Helpe Majeure
- Helpe Mineure
- Orneau (Jemeppe-sur-Sambre)
- Eau d'Heure